# Tomas Lidbeck
Tomas Lidbeck, född 26 oktober 1952 i Umeå stadsförsamling, är en svensk bibliotekarie och fackboksförfattare.